# Plocaederus fraterculus
Plocaederus fraterculus là một loài bọ cánh cứng trong họ Cerambycidae.